# Mitología inuit

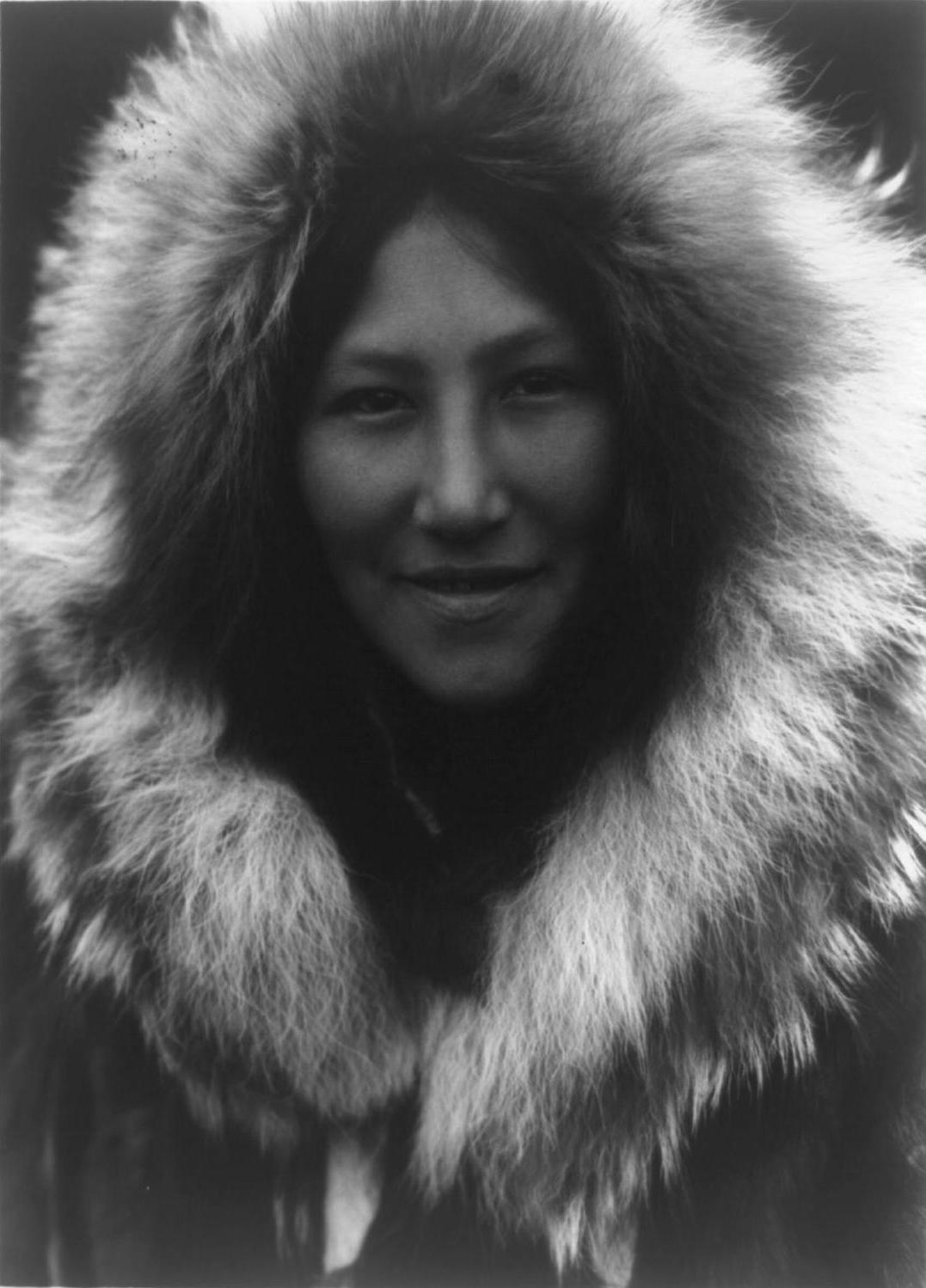
Mujer inuit.

La mitología esquimal o mitología de los esquimales, tiene mucha semejanza con otras mitologías de los pueblos que viven en las regiones polares. La religión inuit tiene principios cristianos y chamanistas.

## Leyenda del origen del mundo
Al principio, el mundo era solamente agua, una vasta inmensidad de agua. Un día, empezaron a caer rocas del cielo, estas se fueron acumulando hasta crear la tierra.

## Leyenda del origen de la humanidad
En el origen del mundo, tan solo había un hombre y una mujer, sin ningún animal.
La mujer pidió a Kaila, el dios del cielo, que poblara la Tierra. Kaila le ordenó hacer un agujero en el hielo para pescar. Entonces, ella fue sacando del agujero, uno a uno, a todos los animales, sacando en último lugar al caribú. Kaila le dijo que el caribú era un regalo para ella, el más bonito que podría hacerle, porque alimentaría a su pueblo. El caribú se multiplicó y los hijos de los humanos pudieron cazarlos, comer su carne, tejer sus vestidos y confeccionar sus tiendas.
Sin embargo, los humanos siempre elegían los caribús más bellos, los más grandes y gordos. En poco tiempo solo les quedaron los flacos, débiles y enfermos, por lo que los inuits se debilitaban al comerlos. La Mujer se quejó entonces a Kaila. Entonces él la volvió a mandar al hielo y ella pescó al lobo, enviado por Amarok, el espíritu del lobo, para que se comiera a los animales débiles y enfermos con el fin de mantener a los caribús con buena salud.

## Los animales
Los inuit creen que los animales poseen un alma o anirniit. Estos no son cazados por los inuit, sino que se dejan cazar. Cuando el animal muere, el cazador celebra una breve ceremonia para asegurar que su alma regrese al mundo no terrenal y se reúna con la sociedad animal, dispuesto a volver como presa. En gran parte de Alaska se celebran importantes fiestas destinadas a reconocer la aparición de los animales en el mundo e influir en ella

## La muerte
Tras la muerte espiritual una parte del alma de los inuit entra en los infiernos o el cielo, dependiendo de como haya muerto. Otra parte se reincorporará a un pariente recién nacido: imponer a un niño el nombre de alguien fallecido significa que su antepasado le transferirá ciertas cualidades personales.

## El origen de las montañas

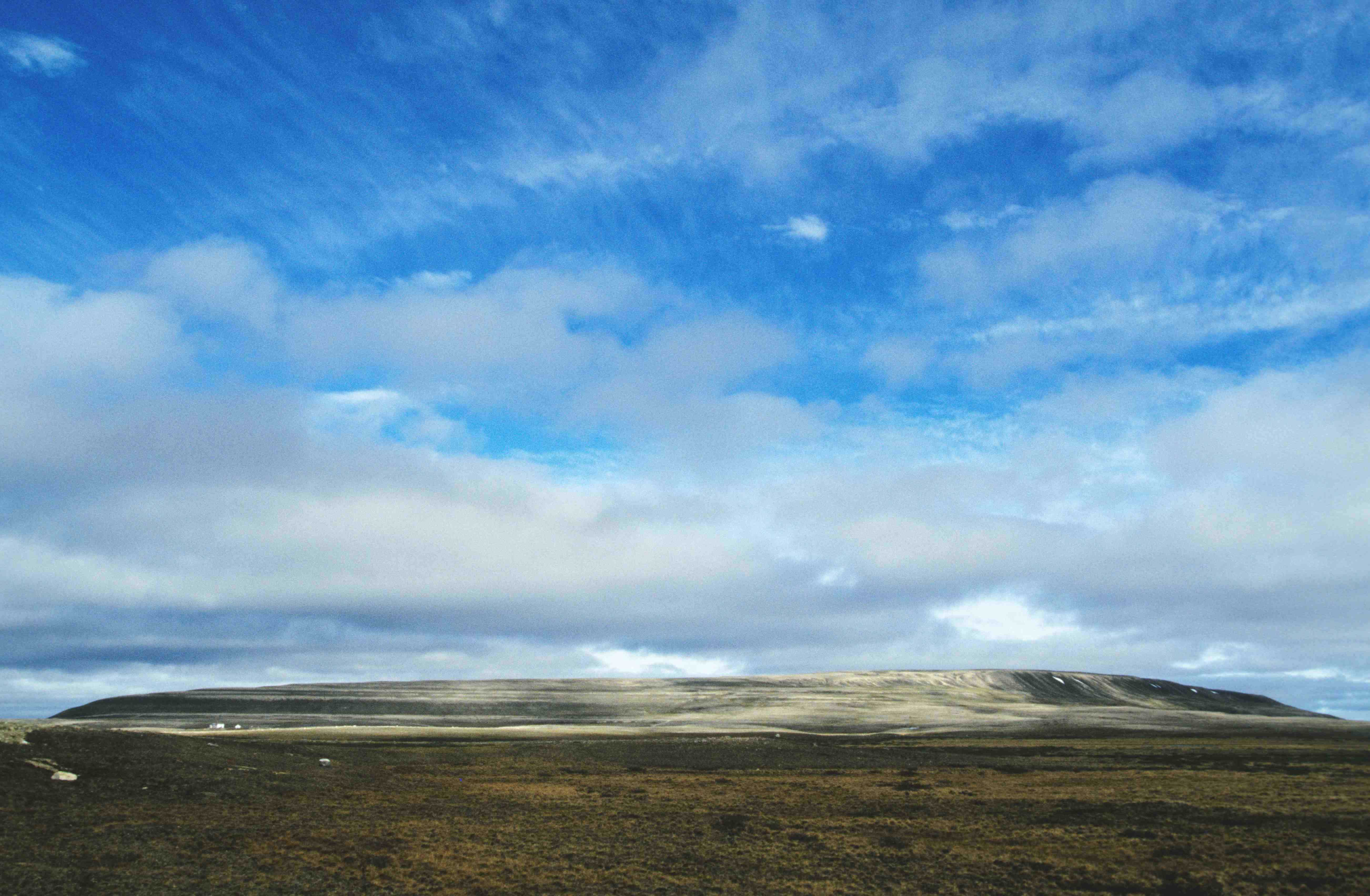
Monte Pelly, norte de la Bahía de Cambridge (Victoria Island).

Hace miles de años, cuando el primer inuit siguió al caribú a nuevas tierras, se encontró con tierras habitadas por dos tipos de personas. 
Estaban los pequeños duendes que cabían en la palma de la mano y estaban siempre alegres y cantando. 

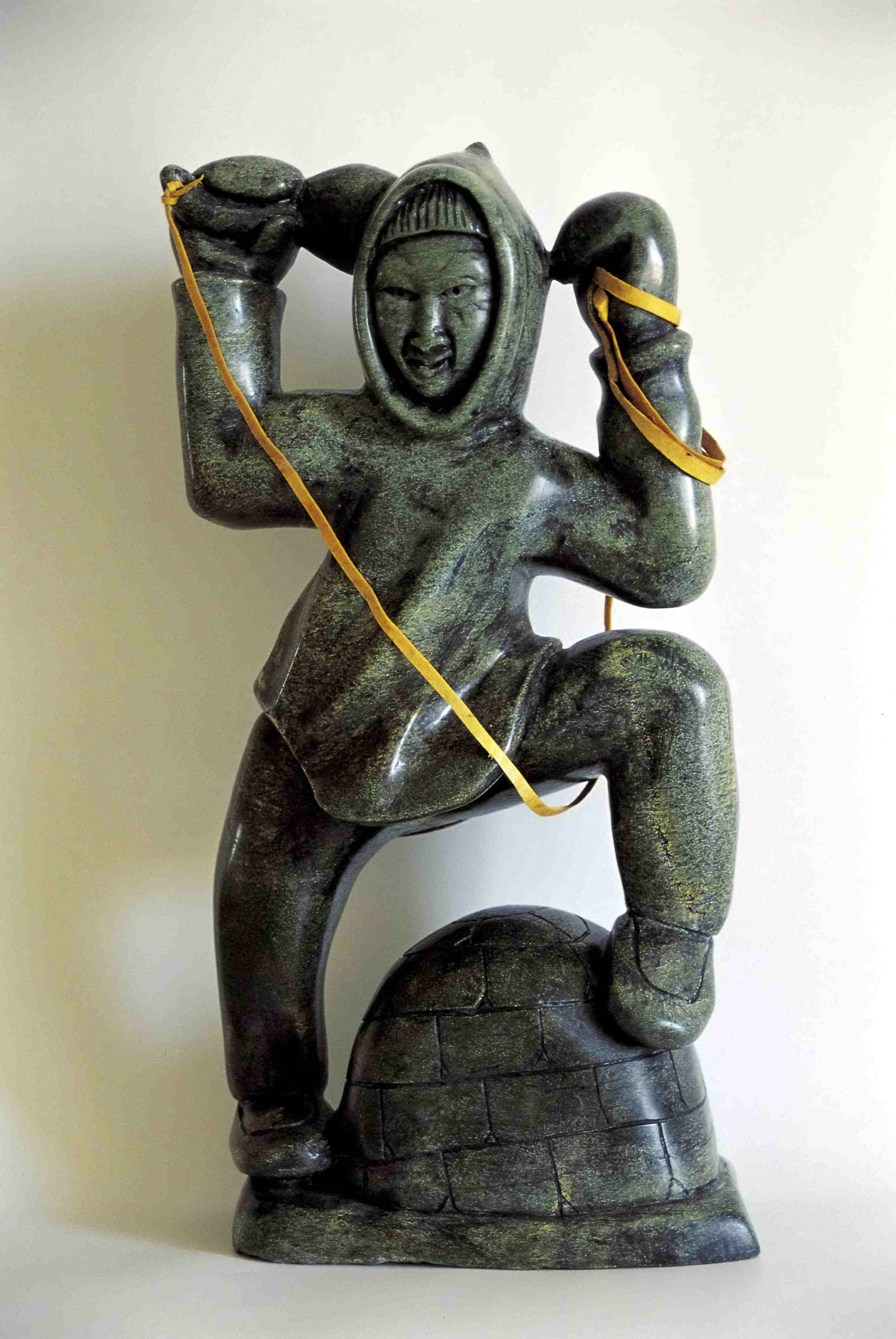
Gigante destruyendo un iglú, arte inuit.

Y estaban los Tuniqs, unos temibles gigantes que medían cinco veces el tamaño de un inuit. Los Tuniqs eran violentos guerreros, y les gustaba capturar a los inuit para comerlos. Sin embargo su inteligencia no era tan desarrollada, y los inuit se las ingeniaban para esquivar sus ataques. 
Pero un día, un cazador fue visto por un tuniq, quien comenzó a perseguirlo para devorarlo. Al ver esto, otro hambriento tuniq se suma a la persecución, y aunque el inuit era veloz y mucho más ágil que los gigantes, se vio atrapado por ellos. Al no tener escapatoria, les pregunta el inuit: "¿Por qué quieren atraparme?" A lo que responden ambos al unísono: "Porque estoy hambriento y quiero comerte". Entonces el inuit, haciendo uso de su astucia, les dice: "Sólo soy un pequeño inuit, ¡mi carne no sería suficiente para alimentar a dos grandes tuniqs! ¿Cuál de los dos me comerá?". Con esto ambos gigantes quedan estupefactos y comienzan a pelear su derecho sobre el pequeño inuit. "¡Yo lo vi primero!" "¡Gracias a mi lo atrapaste!". Luego de unos momentos de discusión, el inuit propone que ambos tuniqs luchen entre sí, y se ofrece voluntariamente para saltar dentro de la cacerola del vencedor. 
Entonces comienza la lucha más terrible de la historia del hombre, días y noches completas los tuniqs se golpean y se arrojan al suelo. Y con cada golpe y estrellón en el suelo de la tierra, esta se moldeaba, formando profundos valles, suaves colinas y grandes quebradas. La pelea no cesó por muchos días, hasta que cayeron agotados con el último gran golpe de sus cuerpos. El inuit, que esperaba pacientemente el final de la lucha, cuando vio a ambos gigantes exhaustos, atravesó sus corazones con flechas y regresó a su poblado. 
Miles de años después, cuando ambos gigantes y este astuto inuit habían desaparecido de la faz de la tierra, las montañas y los valles continuaron en su lugar, dando testimonio de la gran lucha de los gigantes.

## La leyenda del Sol y la Luna
Cuenta  la leyenda que tiempo atrás, en un pequeño pueblo de Groenlandia habitaba una familia compuesta por un padre, un hijo y una hija. Se dice que con el tiempo, el hermano se enamoró de su hermana y empezó a obsesionarse con ella. Tanta fue su obsesión que un día decidió contárselo y ante su rechazo empezó a acosarla y a presionarla. Esta, ante la presión, decidió huir convirtiéndose en sol mientras que el hermano se convirtió en luna y se dispuso a perseguirla. Dicha persecución es eterna, y solamente en tiempos de eclipse los inuit creen que el hermano ha logrado atrapar a la hermana, pero esta rápidamente consigue escapar y reanudar la huida.

## La gran inundación
Los inuit creen que el hielo y la nieve que recubren el ártico son fruto de una gran inundación que hubo en el pasado, una inundación tan colosal que llegó incluso a cubrir montañas y valles.

## Leyenda de Sedna

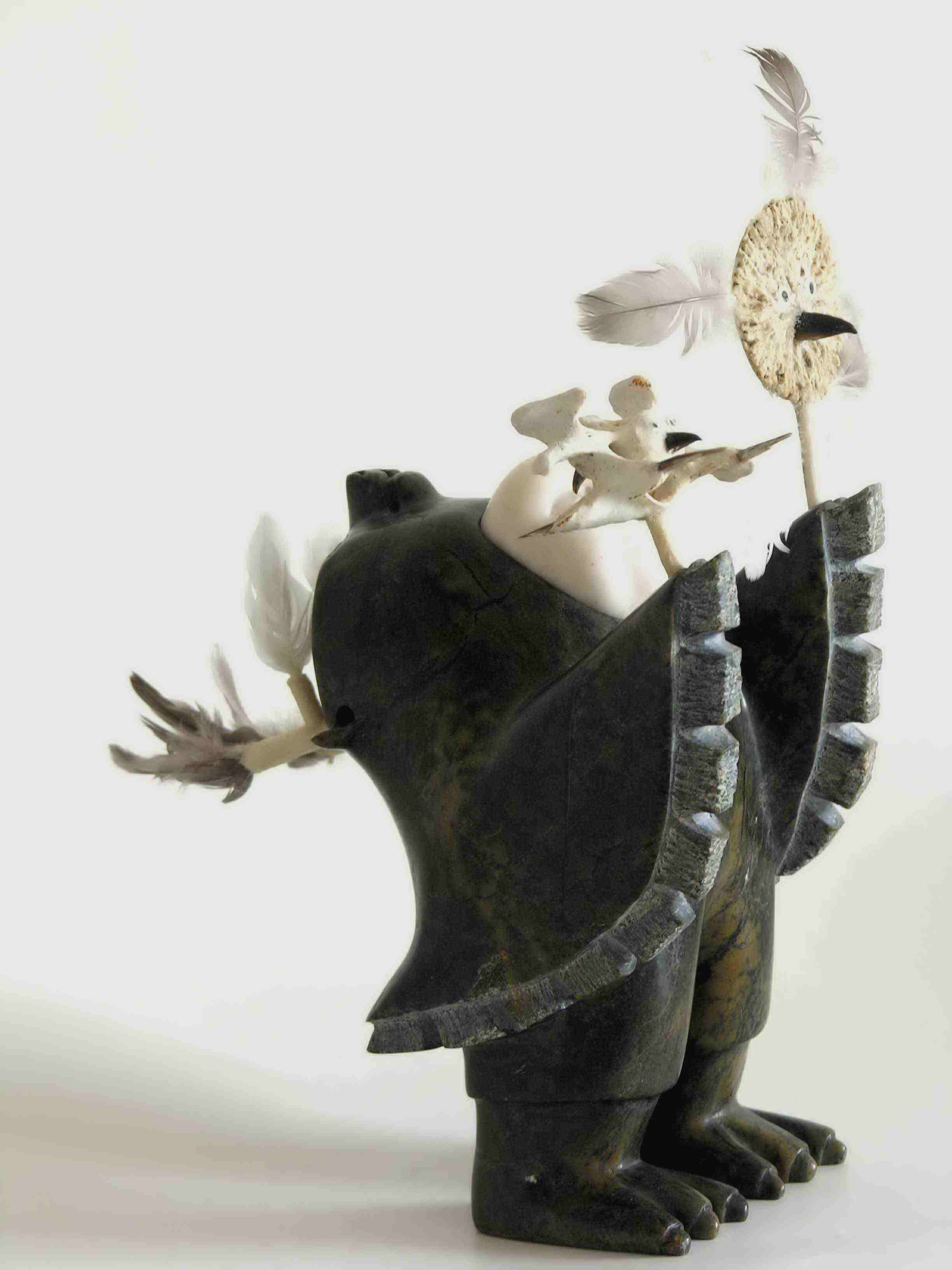
Angakkuq (Chamán), arte inuit.

Sedna es una diosa legendaria del pueblo Inuit, y aún hoy es muy conocida, existiendo tantas versiones como pueblos esquimales. También es el origen del nombre del planeta menor (90377) Sedna.
En una isla lejana una hermosa joven vivía solitaria con su padre viudo. Cuando tuvo la edad suficiente, nadie quiso desposarla. Sin embargo, un día ve aparecer en el horizonte un barco, cuyo capitán, un apuesto extranjero, la sedujo y se marchó con ella. Más tarde la joven se daría cuenta de que el capitán era en realidad un chamán (según otras versiones, el capitán sería un ave mágica, un hombre-ave o un perro). 
Después de un tiempo, su padre oyó quejidos más allá del mar: era su hija arrepentida, desesperada al conocer la identidad de su amado, que estaba siendo maltratada. Embarcó entonces sobre su kayak para ir a buscarla y tras recuperarla, se hizo a la mar con ella.
Viendo a Sedna huir, el chamán, dotado de poderes sobrenaturales, ordenó al mar abrirse y desencadenó una furiosa tempestad. El padre de Sedna, atemorizado, accede a lo que cree ser la voluntad del mar que reclamaba a su hija, y la lanza al mar. Pero ella logra salir a la superficie, e intenta aferrarse al borde del barco. Como ponía la embarcación en peligro, el padre cortó los dedos de su hija con un hacha, que se convirtieron en peces y focas pequeñas, así como los pulgares y las manos, que se transformaron en "okuj" o focas de las profundidades, morsas, ballenas y todos los animales marinos. Así el océano calmó la furia desatada por el chamán, y Sedna se hundió en el fondo, donde todavía reside como la diosa del mar en una región llamada Adliden, donde llegan las almas de los muertos para ser enjuiciados.
Cuando la caza no es buena o cuando el mar está agitado, la creencia es que Sedna está furiosa porque sus cabellos están enmarañados y, al no tener manos, no puede peinarlos. Es entonces cuando los chamanes, con su magia, peinan a Sedna y restauran así la calma.
Esta leyenda enseña que los cazadores viven con la obligación de tratar al mar y a las mujeres con respeto.

## Leyenda de Ijiraq

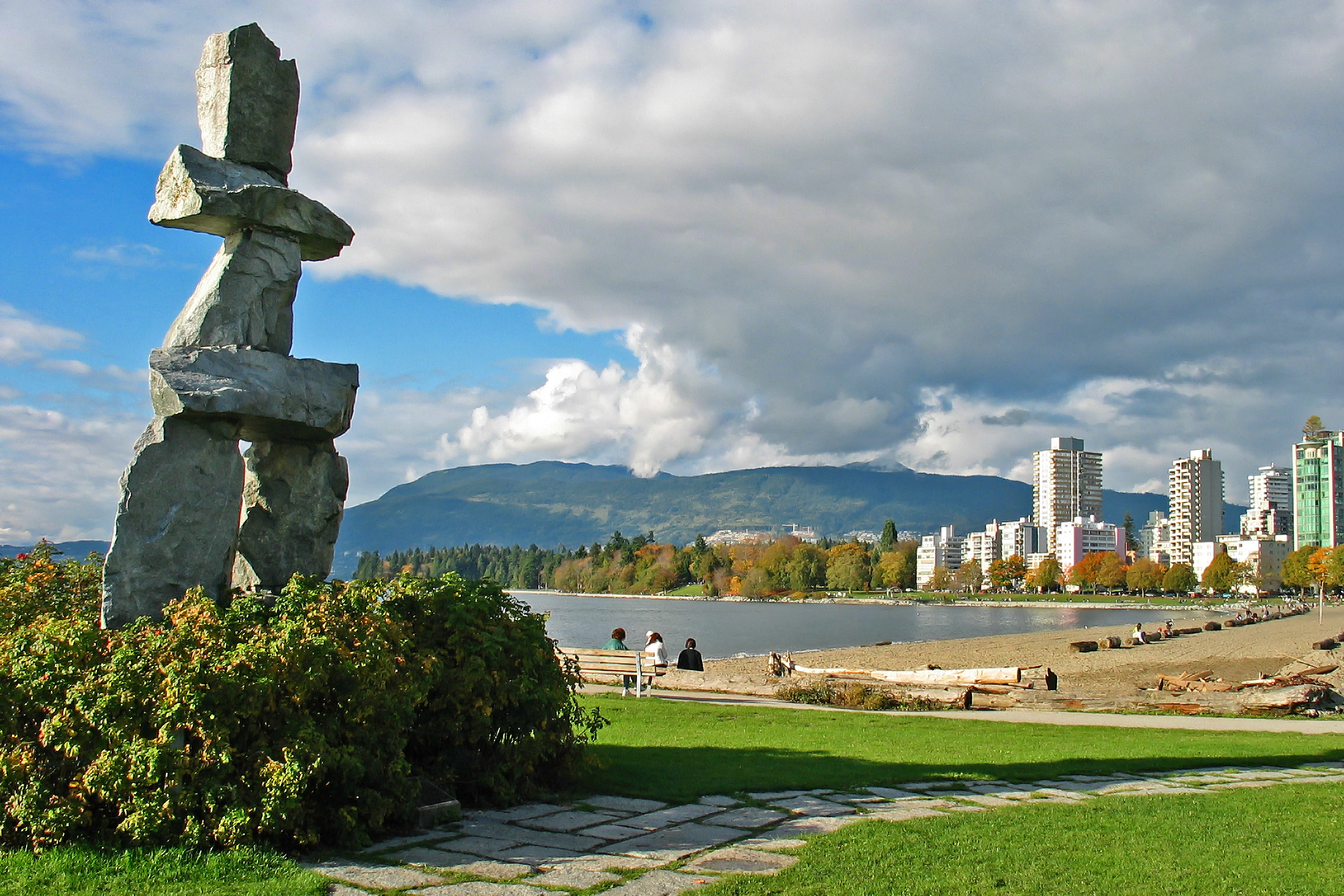
Inukshuk.

En la mitología inuit, el Ijiraq es el monstruo que rapta a los niños y los esconde para siempre. Su nombre significa "el que se esconde".
El inukshuk de piedra les permite a los niños encontrar su camino si logran persuadir el ijiraq a dejarles irse.
La luna de Saturno se llama Ijiraq en referencia a esta criatura.

## Otros dioses menores
Según la tradición oral, pues hay pocas referencias escritas, los inuit hablan de pequeñas divinidades relacionadas con conceptos de la naturaleza, James Houston cita a estos dioses:
- Sila: divinidad del aire, se la considera la esencia de la vida, la deidad que sustenta el mundo y lo mantiene. Es como una especie de maná o esencia que se mantiene en el mundo.
- Pinga: diosa de la fertilidad, la medicina y la caza.
- Qailertetang: espíritu de los fenómenos meteorológicos y los animales. Protectora de los pescadores y cazadores.
- Nuna: divinidad de la tierra, es la deidad que habita en la tierra y la mantiene.
- Saranik o  Malina: diosa del Sol, que para los inuit, es una divinidad femenina encarnada por Saranik.
- Aunra: diosa del aire, es la que crea los fuertes vientos árticos.
- Tukik o Anningan: es el dios de la luna, cuenta la leyenda que Tukik es capaz de dejar embarazada a toda mujer que esté sola trabajando hasta tarde en una noche de luna llena, por lo que en días de plenilunio, las mujeres evitan estar hasta tarde a menos que quieran quedar embarazadas.
- Tekkeitsertok: dios del caribú.
- Kaila: el dios del cielo